# Верхнее Котозеро
Верхнее Котозеро — озеро на территории Малиновараккского сельского поселения Лоухского района Республики Карелии.

## Общие сведения
Площадь озера — 5,8 км², площадь водосборного бассейна — 190 км². Располагается на высоте 28,8 метров над уровнем моря.
Форма озера лопастная, продолговатая: оно почти на одиннадцать километров вытянуто с запада на восток. Берега изрезанные, преимущественно возвышенные.
Через озеро протекает безымянный водоток, несущий воды озера Лебединого и впадающий в Нижнее Котозеро, из которого вытекает река Важенка. Последняя впадает в Верхнее Пулонгское озеро, из которого берёт начало река Пулонга, впадающая в Кандалакшский залив Белого моря.
С запада в Верхнее Котозеро впадает река Липша.
В озере более десяти безымянных островов различной площади, однако их количество может варьироваться в зависимости от уровня воды.
У восточной оконечности водоёма проходит трасса Р21 («Кола»).
Код объекта в государственном водном реестре — 02020000711102000002057.